# Nahá pastýřka
Nahá pastýřka je český detektivní černobílý film režiséra Jaroslava Macha z roku 1966. Odehrává se na zámku Ronov (natáčeno na zámku Orlík), v němž pracují restaurátoři. Zápletku tvoří krádež obrazu Nahá pastýřka. Pachatel obraz přemaloval tak, že je téměř k nerozeznání od originálu, ale musel také odstranit nepohodlné svědky.
Na tento film volně navazuje film Rakev ve snu viděti z roku 1968.